# Pietra runica di Sjörup

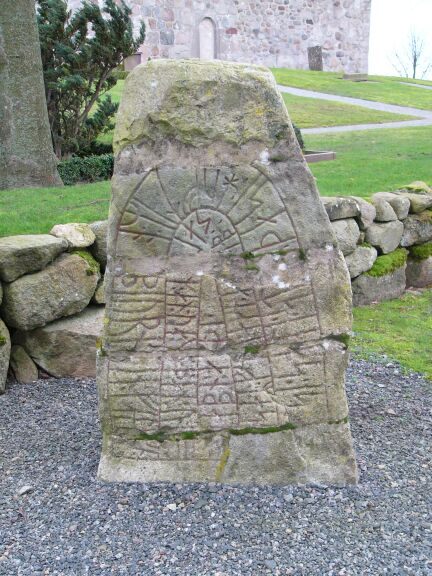
Pietra runica di Sjörup

La pietra runica di Sjörup è una pietra runica della Scania, Svezia, risalente approssimativamente all'anno 1000, ed è scolpita in stile RAK.

## Storia
La pietra runica di Sjörup era nota agli studiosi fin dal 1620, quando Jon Skonvig la disegnò per l'opera di Ole Worm sulle pietre runiche danesi. Due secoli dopo, fu spezzata in sei parti per essere riutilizzata come materiale di costruzione per un ponte. A metà degli anni novanta i pezzi furono rimossi dal ponte e riassemblati, e la pietra così riparata fu eretta di nuovo nei pressi della chiesa di Sjörup.

## Forma
L'iscrizione inizia in basso a destra e prosegue in senso antiorario fino a raggiungere l'angolo in basso a sinistra, dove cambia direzione scorrendo sotto alla prima riga, dove cambia di nuovo direzione fino a raggiungere il centro della pietra. Il tracciato segue principalmente le contorsioni di un serpente.
La pietra ha alcuni punti in comune con la DR 295. Entrambe le pietre contengono rune "k" punteggiate ed entrambe usano la runa nasale "ã", anche se la pietra di Sjörup usa la "ã" più spesso e con una diversa ortografia. Ad esempio, la parola in lingua norrena ægi ("non") è scritta aigi sulla pietra di Hällestad, mentre questa recita aki. Il mastro runico di questa pietra usa due volte la runa "h" nella parola han ("egli") ed hafði ("ebbe"), ma stranamente aggiunge una "h" all'inizio della parola æftiR ("in memoria di"). Questa ortografia vacillante mostra che c'era un'insicurezza nella Scandinavia di epoca vichinga su come il fonema "h" potesse essere pronunciato prima di una vocale, e quindi la runa "h" fu a volte assente o aggiunta dove non serviva. Nello stesso periodo, i dittonghi diventarono monottonghi e ci fu insicurezza anche su come leggere le vocali, dato che il mastro runico faceva un'analisi fonemica del suono rappresentato dall'iscirizione.

## Contenuto
Con ogni probabilità, la pietra runica racconta della stessa battaglia citata dalla pietra DR 295. Entrambe le pietre usano la frase "Egli non fuggì ad Uppsala", e questa pietra è eretta in memoria di Ásbjörn, figlio di Tóki Gormsson. Saxi fa notare che Ásbjörn "uccise finché ebbe un'arma", ovvero combatté finché non fu ucciso, e questo significa che Ásbjörn non fece parte di coloro che, spaventati dai nemici, fuggirono dalla battaglia. L'esporessione felaga significa "compagno" ed ha a che fare con il félag, "alleanza", indicando un lefame di fratellanza più che di semplice amicizia. Vi sono quattro, o forse cinque, pietre runiche che parlano della stessa battaglia, e solo le pietre runiche di Ingvar sono formate da più pietre che trattano lo stesso argomento.
Il nome Ásbjôrn dell'iscrizione ha una parte del nome legata agli Æsir, i principali dei della mitologia norrena.

## Contesto storico
Dato che entrambe le pietre di Hällestad e Sjörup usano la frase "Egli non fuggì ad Uppsala", gli studiosi dal XIX secolo hanno collegato le due pietre alla semi-leggendaria battaglia del Fýrisvellir ad Uppsala. Numerose fonti medievali dicono che il re di Svezia, Eric il Vittorioso, ed il nipote Styrbjörn Sterki, combatterono l'uno contro l'altro nel Fyrisvellir nel decennio del 980. Styrbjörn fu bandito dalla Svezia, ma divenne un potente capo vichingo e tornò con un numeroso esercito per vendicarsi e prendere la corona di Svezia.
Quando re Eric vide Styrbjörn sbarcare col suo esercito, iniziò a dubitare della propria capacità di sconfiggerlo. Durante la notte andò al tempio del pagano Dio Odino e promise di morire entro dieci anni se fosse riuscito a sconfiggere Styrbjörn. Il giorno seguente Odino rese ciechi i guerrieri di Styrbjörn e molti fuggirono. Gli svedesi inseguirono i fuggitivi e ne uccisero molti e, dopo questa battaglia, re Eric si guadagnò il soprannome di "il Vittorioso". Il racconto di come Eric prestò giuramento ad Odino è importante perché si svolge a Gamla Uppsala, e secondo Adamo di Brema (ca. 1070), Uppsala era il Tempio di Uppsala, ovvero il più grande tempio pagano dell'Europa settentrionale.

## Iscrizione

### Traslitterazione in latino
[+ sa]ksi : sati : st[in] : þasi : huftiR : o[s]biurn : (s)in : fil(a)go ' ¶ (t)u-a[s : sun :] ¶ saR : flu : aki : a[t :] ub:sal(u)m : an : ua : maþ : an : u¶abn : a(f)þi

### Trascrizione in norreno
Saxi satti sten þæssi æftiR Æsbiorn, sin felaga, To[f]a/To[k]a sun. SaR flo ægi at Upsalum, æn wa mæþ han wapn hafþi.

### Traduzione in italiano
Saxi pose questa pietra in memoria di Ásbjôrn figlio di Tófi/Tóki, suo compagno. Egli non fuggì ad Uppsala, ma uccise finché ebbe un'arma.